# Wallace Sititi
Pas d'image ? Cliquez ici

a Compétitions nationales et continentales officielles uniquement.

b Matchs officiels uniquement.
Dernière mise à jour le 25 novembre 2024.
Wallace Sititi, né le 7 septembre 2002 aux Samoa, est un joueur néo-zélandais de rugby à XV. Il joue aux postes de troisième ligne centre ou de troisième ligne aile. Il représente les Chiefs en Super Rugby depuis 2024, et la province de North Harbour en NPC depuis 2022.

## Biographie

### Jeunesse et formation (jusqu'en 2022)
Wallace Sititi est le fils de Semo Sititi, international samoan de rugby à XV, capitaine de sa sélection à quarante-quatre reprises, et ayant connu une carrière professionnelle en Nouvelle-Zélande, au Royaume-Uni et au Japon,. Wallace naît aux Samoa, tandis que son père joue en Écosse, et il doit son prénom au héros écossais William Wallace. Il passe les cinq premières années de sa vie en Écosse, avant de vivre sept ans à Osaka au Japon, où son père à terminé sa carrière. En 2013, sa famille s'installe à Auckland en Nouvelle-Zélande, où il commence à jouer au rugby. Il joue d'abord trois-quarts, avant de passer troisième ligne en grandissant.
Scolarisé au De La Salle College (en) d'Auckland, il joue pendant trois as avec l'équipe première de l'établisement, au sein du championnat scolaire local,.
Il est sélectionné en 2020 avec les Barbarians scolaires, qui sont l'équipe réserve de la sélection scolaire néo-zélandaise (en). Cette sélection est cependant purement honorifique, et ne joue aucun match en raison de la pandémie de Covid-19.
Après avoir terminé le lycée, il rejoint l'Academy (centre de formation) de la province d'Auckland. En 2021, il représente l'équipe des moins de 20 ans de la franchise des Blues. L'année suivante, il est nommé capitaine de cette équipe à l'occasion du Super Rugby des moins de 20 ans. Parallèlement, il joue également avec le club des Marist au sein du championnat amateur de la région d'Auckland.
En juin 2022, il est sélectionné avec l'équipe de Nouvelle-Zélande des moins de 20 ans afin de disputer le championnat junior d'Océanie. Les Baby Blacks remportent avec aise la compétition, après trois larges victoires face aux Fidji, à l'Argentine et l'Australie. Sititi dispute deux matchs, et inscrit deux essais.

### Début de carrière professionnelle (depuis 2022)
Pour la saison 2022, Wallace Sititi n'est prévu qu'au sein de l'effectif de l'équipe B de la province d'Auckland. S'estimant sans réelle opportunité du côté d'Auckland, il est finalement prêté à la province voisine de North Harbour, avec qui il commence sa carrière. Il joue son premier match professionnel en National Provincial Championship (NPC), le 31 août 2022 face à Canterbury,. Il joue un total de trois rencontres lors de sa première saison, dont une titularisation au poste de troisième ligne centre.
Après cette première saison au niveau provincial, il a l'occasion de s'entraîner avec la franchise des Chiefs lors de leur présaison 2023,. Il joue également avec l'équipe Development (réserve) de la franchise.
Plus tard en 2023, il dispute sa deuxième saison du championnat provincial avec North Harbour. Il dispute cette fois sept matchs, et dont deux titularisations au poste de troisième ligne aile.
Dans la foulée, il signe un contrat professionnel de deux ans avec les Chiefs, à compter de la saison 2024 de Super Rugby,. Avec cette équipe, il doit prendre la suite de Pita Gus Sowakula, parti jouer en France. Il joue son premier match de Super Rugby le 9 mars 2024 contre les Queensland Reds,. Il se partage dans un premier temps le poste de numéro 8 avec le All Black Luke Jacobson, avant que la qualité de ses performances ne fasse décaler ce dernier en troisième ligne aile,. Auteur de plusieurs grosses performances, où il est remarqué par sa puissance ballon en main, il s'impose très rapidement comme l'un des meilleurs joueurs à son poste en Nouvelle-Zélande,,. Participant au bon parcours de son équipe, il est titulaire lors des phases finales, qui s'achèvent par une large défaite face aux Blues lors de la finale,.
En juin 2024, à la suite de sa saison pleine avec les Chiefs, il est sélectionné pour la première fois en équipe de Nouvelle-Zélande par Scott Robertson, afin de participer à une série de test-matchs,.

## Statistiques

### En équipe nationale
Au 25 novembre 2024, Wallace Sititi compte 10 capes avec les All-Blacks, dont 8 en tant que titulaire, depuis le 19 juillet 2024 contre l'équipe des Fidji à San Diego. Avec les Kiwis, il participe à une édition du The Rugby Championship en 2024.

## Palmarès

### En franchise
- Finaliste du Super Rugby en 2024 et 2025 avec les Chiefs.

### Récompenses individuelles
- Élu révélation de l'année 2024 aux World Rugby Awards.[25]